# Southern Hospitality
«Southern Hospitality» это второй сингл Ludacris'а из альбома Back for the First Time вышедший в 2000 году. Песня была написана группой The Neptunes. Песня дебютировала на #86 строчки в Billboard Hot 100 20 января 2001 года, впоследствии достигла #38 строчки 10 февраля а 24 марта #23 строчку.

## Музыкальное видео
Музыкальное видео начинается с коврика с надписью «Welcome to Atlanta» через который Ludacris и его друзья выходят из дома. Потом они садятся в машины и начинают разъезжать по улицам где видят женщин, в некоторых кадрах показывают женщин тасующих на чёрном фоне. Как только Лудакрис с компанией подъезжают все вокруг начинают танцевать. Видео отображает как южный народ живёт, выглядят, как действуют, и танцует.

### Чарты
| Чарт                                 | Позиция |
| ------------------------------------ | ------- |
| U.S. Billboard Hot 100               | 23      |
| U.S. Billboard Hot R&B/Hip-Hop Songs | 6       |
| U.S. Billboard Hot Rap Singles       | 5       |
| U.S. Billboard Rhythmic Top 40       | 10      |